# Ciepło właściwe
Ciepło właściwe – ciepło potrzebne do zmiany temperatury ciała w jednostkowej masie o jedną jednostkę
{\displaystyle \operatorname {c} ={\frac {\Delta Q}{m\Delta T}},}
gdzie:
{\displaystyle \Delta Q} – dostarczone ciepło,
{\displaystyle m} – masa ciała,
{\displaystyle \Delta T} – różnica temperatur.
To samo ciepło właściwe można zdefiniować również dla chłodzenia. W układzie SI jednostką ciepła właściwego jest dżul przez kilogram i przez kelwin:
{\displaystyle \mathrm {\frac {J}{kg\cdot K}} .}
Ciepło właściwe jest wielkością charakterystyczną dla danej substancji w danej temperaturze (jest stałą materiałową). Może zależeć od temperatury, dlatego precyzyjniejszy jest wzór zapisany w postaci różniczkowej
{\displaystyle c(T)={\frac {1}{m}}\left({\frac {dQ}{dT}}\right).}

## Ciepło właściwe gazów
Gaz charakteryzuje się ściśliwością, czyli zmianą np. ciśnienia podczas zmiany objętości naczynia, w którym zamknięta jest rozpatrywana ilość gazu. Ściśliwość gazów powoduje, że inną ilość ciepła należy dostarczyć ogrzewając gaz o 1 °C przy niezmiennym ciśnieniu, a inną – przy niezmiennej objętości. W pierwszym przypadku, występuje ekspansja, czyli wzrost objętości. Można to interpretować jako rozprężanie gazu, co powoduje jego ochłodzenie, czyli należy dostarczyć więcej ciepła, aby uzyskać przyrost temperatury o 1 °C. Jeśli gaz jest ogrzewany przy niezmiennej objętości, to następuje „jakby-sprężanie” gazu, gdyż gaz podczas ogrzewania dąży do zwiększenia objętości. Z rozważań tych wynika, że ciepło właściwe przemiany realizowanej przy stałym ciśnieniu (przemiana izobaryczna) będzie zawsze większe, niż ciepło właściwe przemiany realizowanej przy stałej objętości (przemiana izochoryczna).
Stosunek obu tych ciepeł jest wykładnikiem adiabaty {\displaystyle \varkappa {:}}
{\displaystyle {\frac {c_{p}}{c_{v}}}=\varkappa .}
Ciepło właściwe gazów doskonałych nie zależy od temperatury. Jeśli więc ogrzewany jest 1 kg gazu o 1 °C od temperatury 0 do 1 °C, to należy dostarczyć tyle samo ciepła, co podczas ogrzewania od 100 do 101 °C. W przypadku gazów rzeczywistych ciepło właściwe (zarówno {\displaystyle c_{p},} jak i {\displaystyle c_{v}}) jest zależne od temperatury. Rośnie ono wraz z temperaturą, a więc ogrzewając gaz od 100 do 101 °C należy dostarczyć więcej ciepła, niż ogrzewając tę samą ilość gazu od 0 do 1 °C. Zmiana ta komplikuje nieco obliczenia, ponieważ nie można zastosować stałej wartości ciepła właściwego do obliczeń. W takim przypadku należy wykorzystać tzw. średnie ciepło właściwe (ciepło przemiany od temperatury {\displaystyle t_{1}} do temperatury {\displaystyle t_{2}}), określone zależnościami:
{\displaystyle c_{p}\vert _{t_{1}}^{t_{2}}={\frac {c_{p}\vert _{0^{\circ }}^{t_{2}}t_{2}-c_{p}\vert _{0^{\circ }}^{t_{1}}t_{1}}{t_{2}-t_{1}}},}
{\displaystyle c_{v}\vert _{t_{1}}^{t_{2}}={\frac {c_{v}\vert _{0^{\circ }}^{t_{2}}t_{2}-c_{v}\vert _{0^{\circ }}^{t_{1}}t_{1}}{t_{2}-t_{1}}},}
gdzie: {\displaystyle c_{p}\vert _{0^{\circ }}^{t_{x}}} i {\displaystyle c_{v}\vert _{0^{\circ }}^{t_{x}}} – średnie ciepła właściwe podczas ogrzewania gazu od temperatury 0 °C do {\displaystyle t_{x}.} Ich zależność od temperatury {\displaystyle t_{x}} dla danego gazu można znaleźć w literaturze.

## Ciepło właściwe molowe
Ciepło właściwe molowe, lub krócej – ciepło molowe, definiuje wzór:
{\displaystyle C={\frac {1}{n}}\left({\frac {dQ}{dT}}\right),}
gdzie:
{\displaystyle C} – molowe ciepło właściwe (J /mol K),
{\displaystyle n} – liczność (ilość substancji w molach),
{\displaystyle Q} – ciepło dostarczane do układu,
lub przy założeniu niezależności ciepła molowego od temperatury
{\displaystyle C={\frac {\Delta Q}{n\,\Delta T}}.}
By odróżnić ciepło właściwe molowe od ciepła właściwego oznacza się je wielką literą {\displaystyle C.}
Posługiwanie się ciepłem właściwym molowym jest wygodne, bo dla wielu substancji ma ono taką samą lub podobną wartość.
W przypadku gazów ciepło właściwe zależy od rodzaju przemiany, dlatego wprowadzono pojęcie ciepła właściwego przy stałym ciśnieniu {\displaystyle c_{p}} (ciepło właściwe przemiany izobarycznej) i przy stałej objętości {\displaystyle c_{v}} (ciepło właściwe przemiany izochorycznej). {\displaystyle C_{p}} i {\displaystyle C_{v}} używa się w obliczeniach zależnie od tego, czy dana przemiana zachodzi przy stałym ciśnieniu czy przy stałej objętości gazu.
Dla gazu doskonałego zachodzi zależność między molowymi ciepłami właściwymi:
{\displaystyle C_{p}-C_{v}=R,}
gdzie: {\displaystyle R} to uniwersalna stała gazowa.
Klasyczna teoria ciepła właściwego określa, że energia kinetyczna na jeden stopień swobody (zasada ekwipartycji energii) jednej cząsteczki wynosi {\displaystyle kT/2,} zatem energia jednego mola gazu doskonałego, która jest sumą energii kinetycznej cząsteczek wyraża się wzorem:
{\displaystyle E={\frac {i}{2}}NkT,}
gdzie:
{\displaystyle i} – liczba stopni swobody cząsteczki,
{\displaystyle N} – liczba cząsteczek w molu (liczba Avogadra),
{\displaystyle k} – stała Boltzmanna.
Dla:
- jednoatomowego gazu {\displaystyle i=3,} dlatego {\displaystyle C_{v}={\frac {3}{2}}Nk=12{,}5\ \mathrm {J/(mol\cdot K)} ,}
- dwuatomowego gazu {\displaystyle i=5,} dlatego {\displaystyle C_{v}={\frac {5}{2}}Nk=20{,}8\ \mathrm {J/(mol\cdot K)} .}

Wyznaczone doświadczalnie ciepło molowe przy stałej objętości, dla:
- gazów szlachetnych ma wartość 12,5 J/(mol·K),
- azotu ma wartość 20,8 J/(mol·K),
- tlenu ma wartość 20,9 J/(mol·K),
- wodoru ma wartość 20,3 J/(mol·K).

W niskich temperaturach i pod dużym ciśnieniem ciepło właściwe zmniejsza się.
W przypadku ciał stałych ciepło właściwe w niskich temperaturach zależy od trzeciej potęgi temperatury. Ta zależność może być wyprowadzona z modelu Debye’a. Pierwszym historycznie modelem był model Einsteina.

## Wartości

### Ciepła właściwe ciał stałych i cieczy
| Substancja                 | Ciepło właściwe {\displaystyle C_{p}} (warunki standardowe) | Ciepło właściwe {\displaystyle C_{p}} (warunki standardowe) |
| Substancja                 | J/(kg·K)                                                    | J/(mol·K)                                                   |
| -------------------------- | ----------------------------------------------------------- | ----------------------------------------------------------- |
| woda                       | 4189,9                                                      | 76                                                          |
| gliceryna                  | 2386                                                        | 219                                                         |
| olej hydrauliczny (Hydrol) | 1885                                                        |                                                             |
| glin                       | 900                                                         | 24,4                                                        |
| węgiel                     | 507                                                         | 6,11                                                        |
| miedź                      | 386                                                         | 5,85                                                        |
| srebro                     | 236                                                         | 6,09                                                        |
| wolfram                    | 134                                                         | 5,92                                                        |
| ołów                       | 128                                                         | 6,32                                                        |

### Ciepła molowe gazów
| Substancja        | Ciepło właściwe (warunki standardowe) | Ciepło właściwe (warunki standardowe) | Ciepło właściwe (warunki standardowe) |
| Substancja        | {\displaystyle C_{p}}                 | {\displaystyle C_{v}}                 | {\displaystyle C_{p}/C_{v}}           |
| Substancja        | J/(mol·K)                             | J/(mol·K)                             | {\displaystyle C_{p}/C_{v}}           |
| ----------------- | ------------------------------------- | ------------------------------------- | ------------------------------------- |
| Gazy jednoatomowe |                                       |                                       |                                       |
| hel               | 20,80                                 | 12,47                                 | 1,67                                  |
| argon             | 20,80                                 | 12,47                                 | 1,67                                  |
| Gazy dwuatomowe   |                                       |                                       |                                       |
| wodór             | 28,77                                 | 20,43                                 | 1,41                                  |
| tlen              | 29,43                                 | 21,06                                 | 1,40                                  |
| azot              | 29,09                                 | 20,76                                 | 1,40                                  |
| chlor             | 34,70                                 | 25,74                                 | 1,35                                  |
| Gazy wieloatomowe |                                       |                                       |                                       |
| dwutlenek węgla   | 36,96                                 | 28,46                                 | 1,30                                  |
| dwutlenek siarki  | 40,39                                 | 31,39                                 | 1,29                                  |
| amoniak           | 36,84                                 | 27,84                                 | 1,31                                  |
| metan             | 51,70                                 | 43,12                                 | 1,20                                  |

### Ciepła właściwe niektórych innych substancji
| Substancja      | Ciepło właściwe {\displaystyle C_{p}} | Ciepło właściwe {\displaystyle C_{p}} |
| Substancja      | J/(kg·K)                              |                                       |
| --------------- | ------------------------------------- | ------------------------------------- |
| etanol          | 2380                                  |                                       |
| argon           | 520                                   |                                       |
| azot            | 1035                                  |                                       |
| benzen          | 1720                                  |                                       |
| benzyna         | 2100                                  |                                       |
| chloroform      | 943                                   |                                       |
| cyna            | 222                                   |                                       |
| cynk            | 389                                   |                                       |
| dwutlenek węgla | 1073                                  |                                       |
| lód (0 °C)      | 2100                                  |                                       |
| nafta           | 2100                                  |                                       |
| mosiądz         | 377                                   |                                       |
| olej lniany     | 1840                                  |                                       |
| piasek          | 800                                   |                                       |
| platyna         | 136                                   |                                       |
| powietrze       | 1005                                  |                                       |
| rtęć            | 139                                   |                                       |
| styropian       | 1200                                  |                                       |
| szkło kwarcowe  | 729                                   |                                       |
| tlen            | 916                                   |                                       |
| wodór           | 14225                                 |                                       |
| złoto           | 129                                   |                                       |
| żelazo          | 452                                   |                                       |

## Literatura dodatkowa
- E. Kalinowski, Termodynamika, Wrocław: Wydawnictwo Politechniki Wrocławskiej, 1994.
- J. Szargut, Termodynamika techniczna, Gliwice: Wydawnictwo Politechniki Śląskiej, 2000.
- E. Tuliszka, Termodynamika techniczna, Warszawa: PWN, 1980.
- Stefan Wiśniewski, Termodynamika techniczna, Warszawa: Wydawnictwa Naukowo-Techniczne, 2005.